# Asnières-en-Montagne
Ne doit pas être confondu avec Anères.
Pour les articles homonymes, voir Asnières.
Asnières-en-Montagne est une commune française située dans le département de la Côte-d'Or, en région Bourgogne-Franche-Comté.

### Localisation

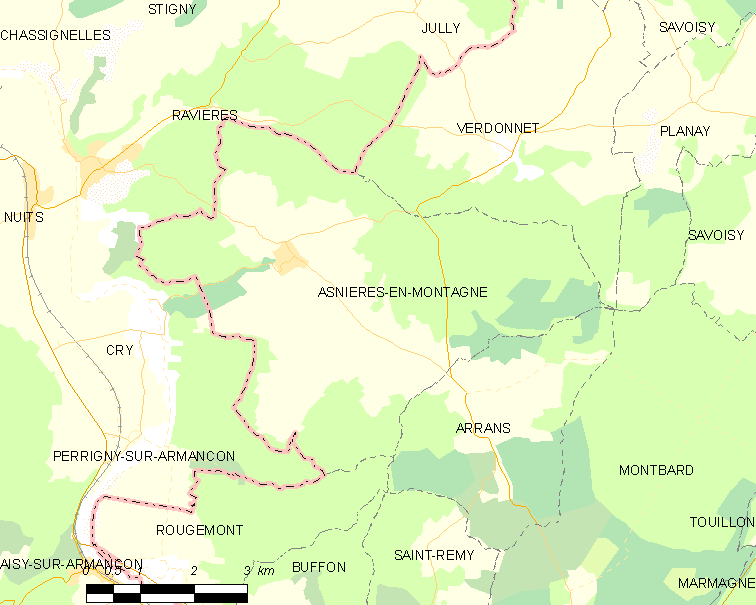

## Géographie

### Climat
Pour des articles plus généraux, voir Climat de la Bourgogne-Franche-Comté et Climat de la Côte-d'Or.
En 2010, le climat de la commune est de type climat des marges montargnardes, selon une étude du Centre national de la recherche scientifique s'appuyant sur une série de données couvrant la période 1971-2000. En 2020, Météo-France publie une typologie des climats de la France métropolitaine dans laquelle la commune est exposée à un climat océanique altéré et est dans la région climatique Lorraine, plateau de Langres, Morvan, caractérisée par un hiver rude (1,5 °C), des vents modérés et des brouillards fréquents en automne et hiver.
Pour la période 1971-2000, la température annuelle moyenne est de 10,2 °C, avec une amplitude thermique annuelle de 16 °C. Le cumul annuel moyen de précipitations est de 836 mm, avec 12,1 jours de précipitations en janvier et 8,5 jours en juillet. Pour la période 1991-2020, la température moyenne annuelle observée sur la station météorologique de Météo-France la plus proche, « Montbard_sapc », sur la commune de Montbard à 12 km à vol d'oiseau, est de 11,4 °C et le cumul annuel moyen de précipitations est de 853,5 mm,. Pour l'avenir, les paramètres climatiques de la commune estimés pour 2050 selon différents scénarios d'émission de gaz à effet de serre sont consultables sur un site dédié publié par Météo-France en novembre 2022.

## Urbanisme

### Typologie
Au 1er janvier 2024, Asnières-en-Montagne est catégorisée commune rurale à habitat dispersé, selon la nouvelle grille communale de densité à 7 niveaux définie par l'Insee en 2022.
Elle est située hors unité urbaine. Par ailleurs la commune fait partie de l'aire d'attraction de Montbard, dont elle est une commune de la couronne,. Cette aire, qui regroupe 34 communes, est catégorisée dans les aires de moins de 50 000 habitants,.

### Occupation des sols
L'occupation des sols de la commune, telle qu'elle ressort de la base de données européenne d’occupation biophysique des sols Corine Land Cover (CLC), est marquée par l'importance des forêts et milieux semi-naturels (59 % en 2018), une proportion sensiblement équivalente à celle de 1990 (59,1 %). La répartition détaillée en 2018 est la suivante : 
forêts (59 %), terres arables (40,1 %), zones urbanisées (1 %). L'évolution de l’occupation des sols de la commune et de ses infrastructures peut être observée sur les différentes représentations cartographiques du territoire : la carte de Cassini (XVIIIe siècle), la carte d'état-major (1820-1866) et les cartes ou photos aériennes de l'IGN pour la période actuelle (1950 à aujourd'hui).

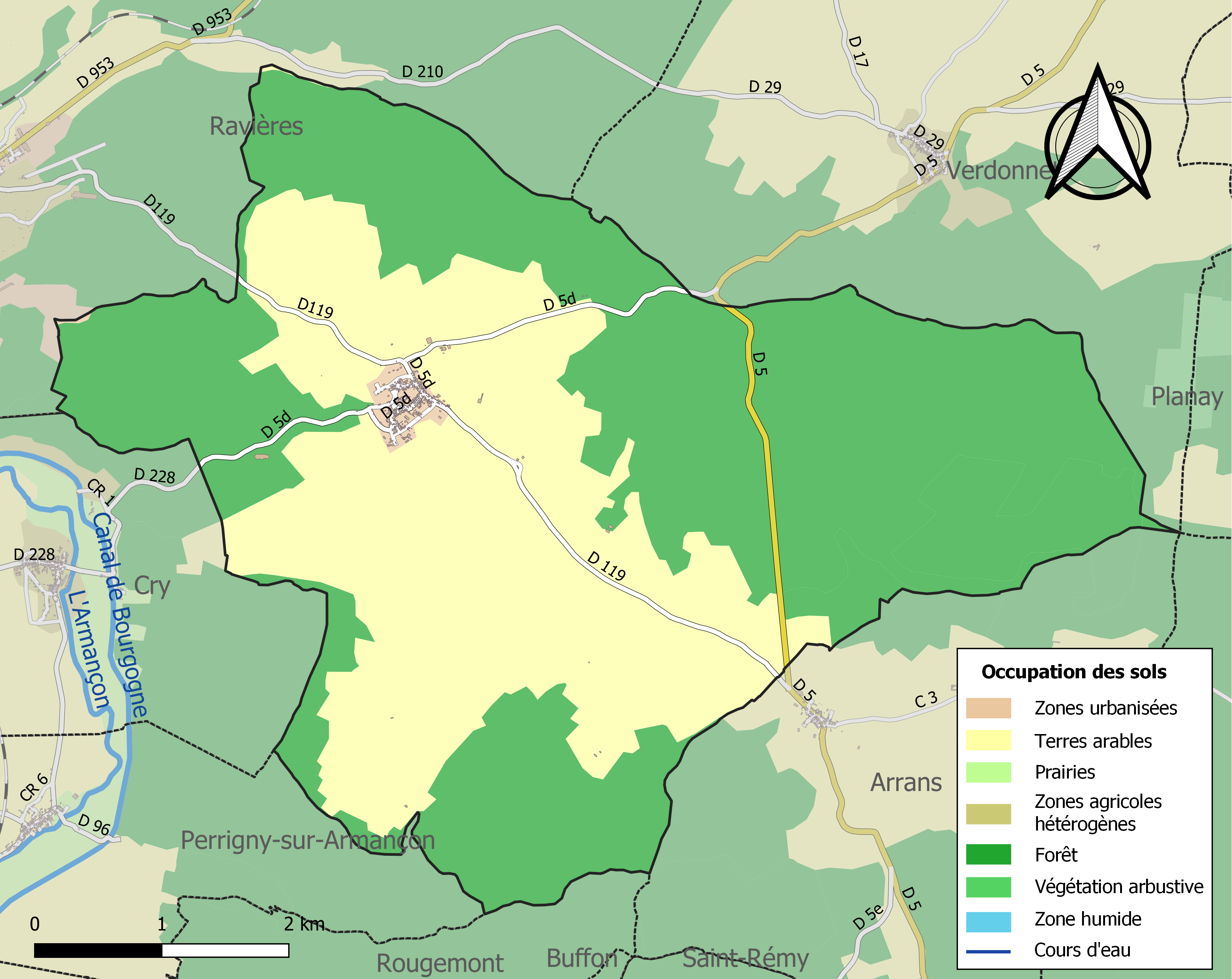
Carte des infrastructures et de l'occupation des sols de la commune en 2018 (CLC).

## Histoire
Selon un manuscrit de 1196, on relève la construction d'un premier château au XIIe siècle sous le nom de « Rupes Fortis » (Roche forte) et on retrouve mention des seigneurs de Rochefort dans des archives au XIIIe siècle. Démantelée sur ordre du duc Jean Sans Peur le château est racheté par Jacques Coitier, chambellan de Louis XI qui y ajoute le logis noble à la fin du XVe siècle. En 1501, le château est racheté par la famille de Rochefort.

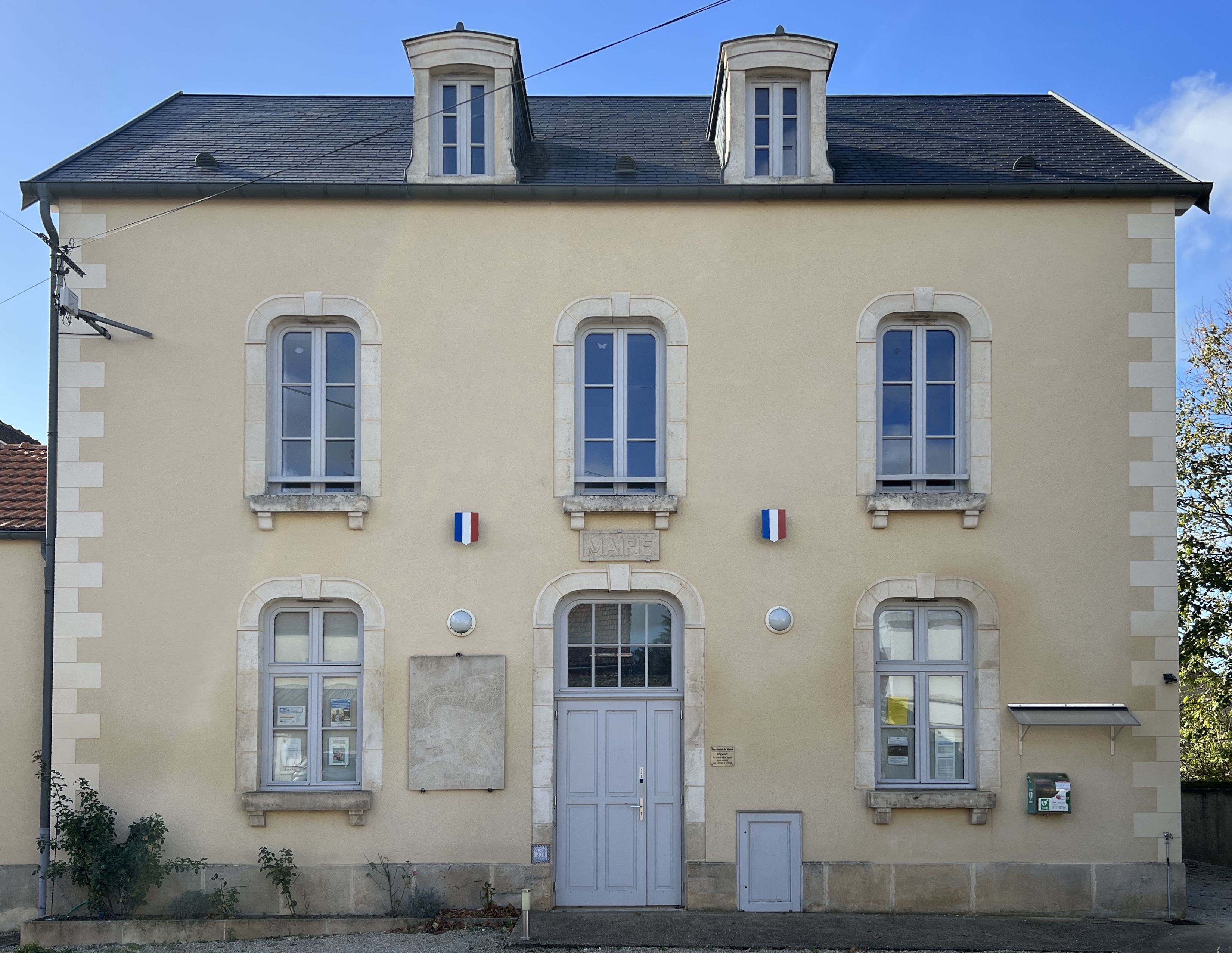
La mairie.

## Politique et administration
| Période                                  | Période  | Identité      | Étiquette | Qualité |
| ---------------------------------------- | -------- | ------------- | --------- | ------- |
| mars 2001                                | 2014     | Georges Gouot |           |         |
| 2014                                     | En cours | Carine Petry  | MoDem     |         |
| Les données manquantes sont à compléter. |          |               |           |         |

## Démographie
L'évolution du nombre d'habitants est connue à travers les recensements de la population effectués dans la commune depuis 1793. Pour les communes de moins de 10 000 habitants, une enquête de recensement portant sur toute la population est réalisée tous les cinq ans, les populations de référence des années intermédiaires étant quant à elles estimées par interpolation ou extrapolation. Pour la commune, le premier recensement exhaustif entrant dans le cadre du nouveau dispositif a été réalisé en 2007.

En 2022, la commune comptait 170 habitants, en évolution de −10,99 % par rapport à 2016 (Côte-d'Or : +0,82 %, France hors Mayotte : +2,11 %).
| 1793 | 1800 | 1806 | 1821 | 1831 | 1836 | 1841 | 1846 | 1851 |
| ---- | ---- | ---- | ---- | ---- | ---- | ---- | ---- | ---- |
| 455  | 459  | 474  | 439  | 457  | 461  | 454  | 450  | 451  |

| 1856 | 1861 | 1866 | 1872 | 1876 | 1881 | 1886 | 1891 | 1896 |
| ---- | ---- | ---- | ---- | ---- | ---- | ---- | ---- | ---- |
| 440  | 408  | 393  | 371  | 362  | 350  | 315  | 334  | 304  |

| 1901 | 1906 | 1911 | 1921 | 1926 | 1931 | 1936 | 1946 | 1954 |
| ---- | ---- | ---- | ---- | ---- | ---- | ---- | ---- | ---- |
| 283  | 299  | 280  | 239  | 238  | 223  | 218  | 243  | 259  |

| 1962 | 1968 | 1975 | 1982 | 1990 | 1999 | 2006 | 2007 | 2012 |
| ---- | ---- | ---- | ---- | ---- | ---- | ---- | ---- | ---- |
| 237  | 214  | 175  | 185  | 180  | 187  | 181  | 180  | 188  |

| 2017 | 2022 | - | - | - | - | - | - | - |
| ---- | ---- | - | - | - | - | - | - | - |
| 191  | 170  | - | - | - | - | - | - | - |

## Culture locale et patrimoine

### Lieux et monuments
- L'église Saint-Pierre datée XIVe / XVIe siècles inscrite aux monuments historiques par arrêté du 29 juillet 1976[16] renferme une statuaire exceptionnelle[17].
- La croix de cimetière est classée aux monuments historiques par arrêté du 22 janvier 1922[18].
- Le château de Rochefort : ruines classées en cours de restauration par l'association Les clefs de Rochefort en collaboration avec l'Union Rempart[19] et avec le soutien de la Fondation du patrimoine[20].
- Les ruines de l'abbaye du Puits d'Orbe, en limite de Verdonnet.

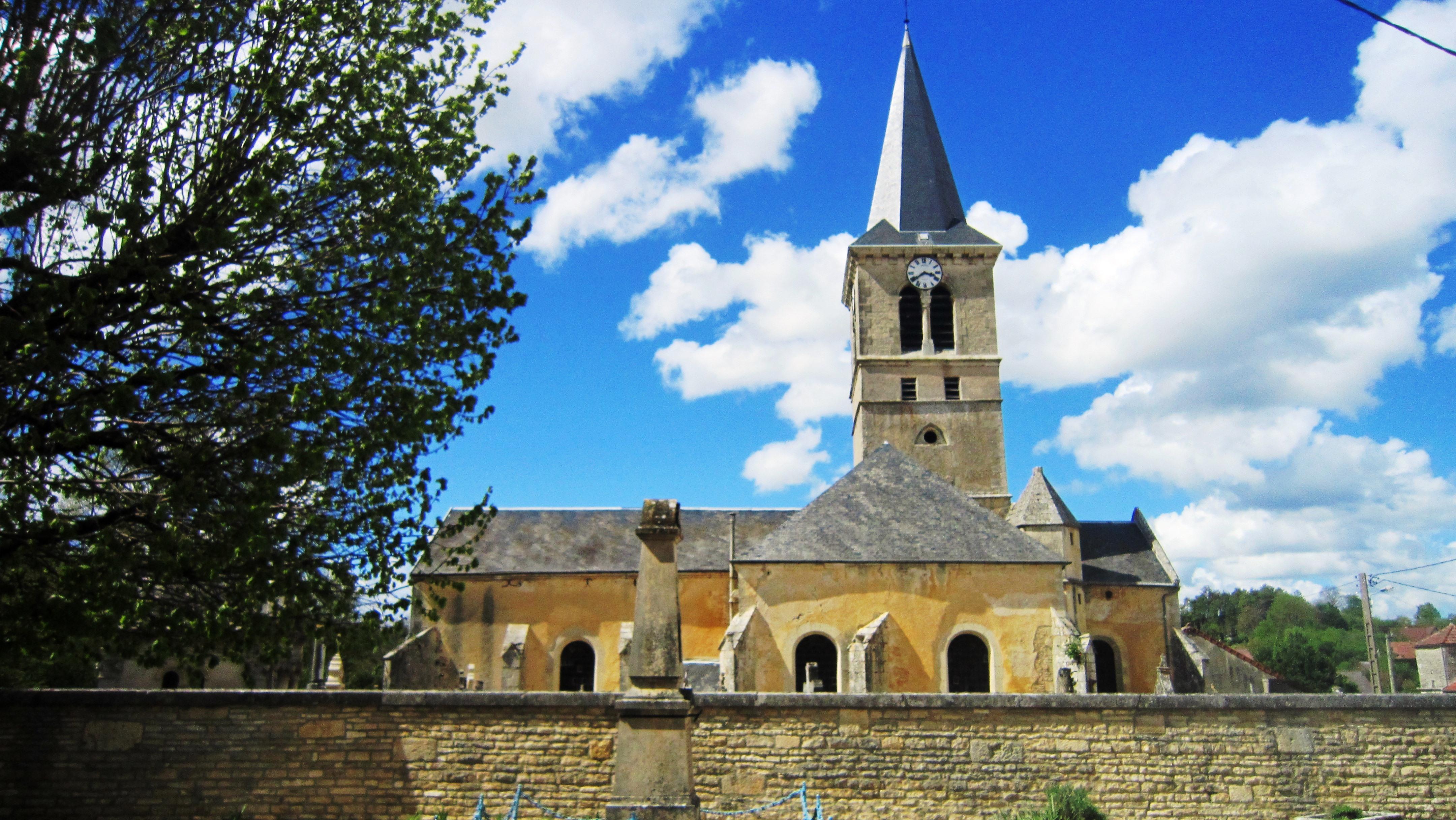
Église d'Asnières-en-Montagne.
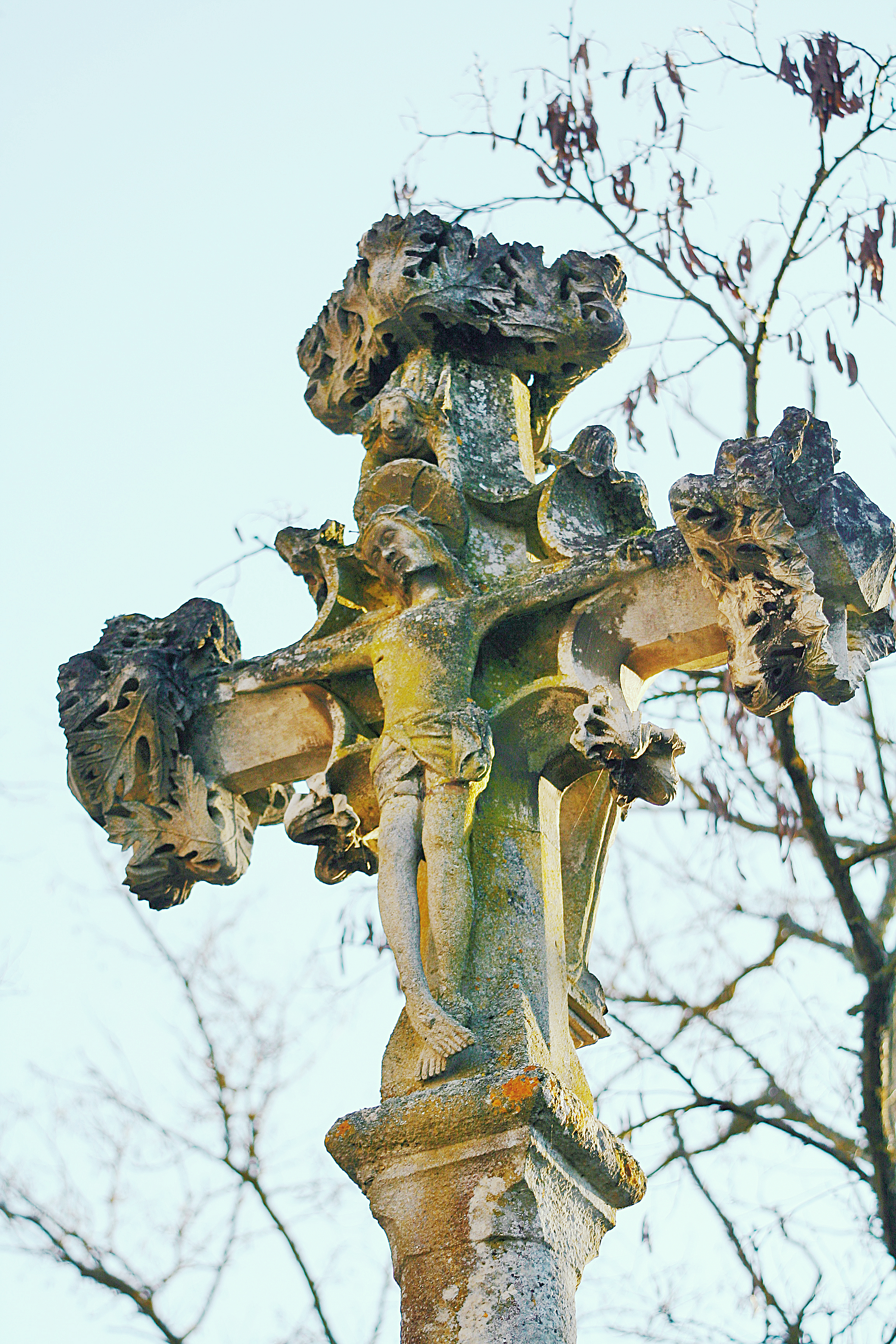
Croix de cimetière.
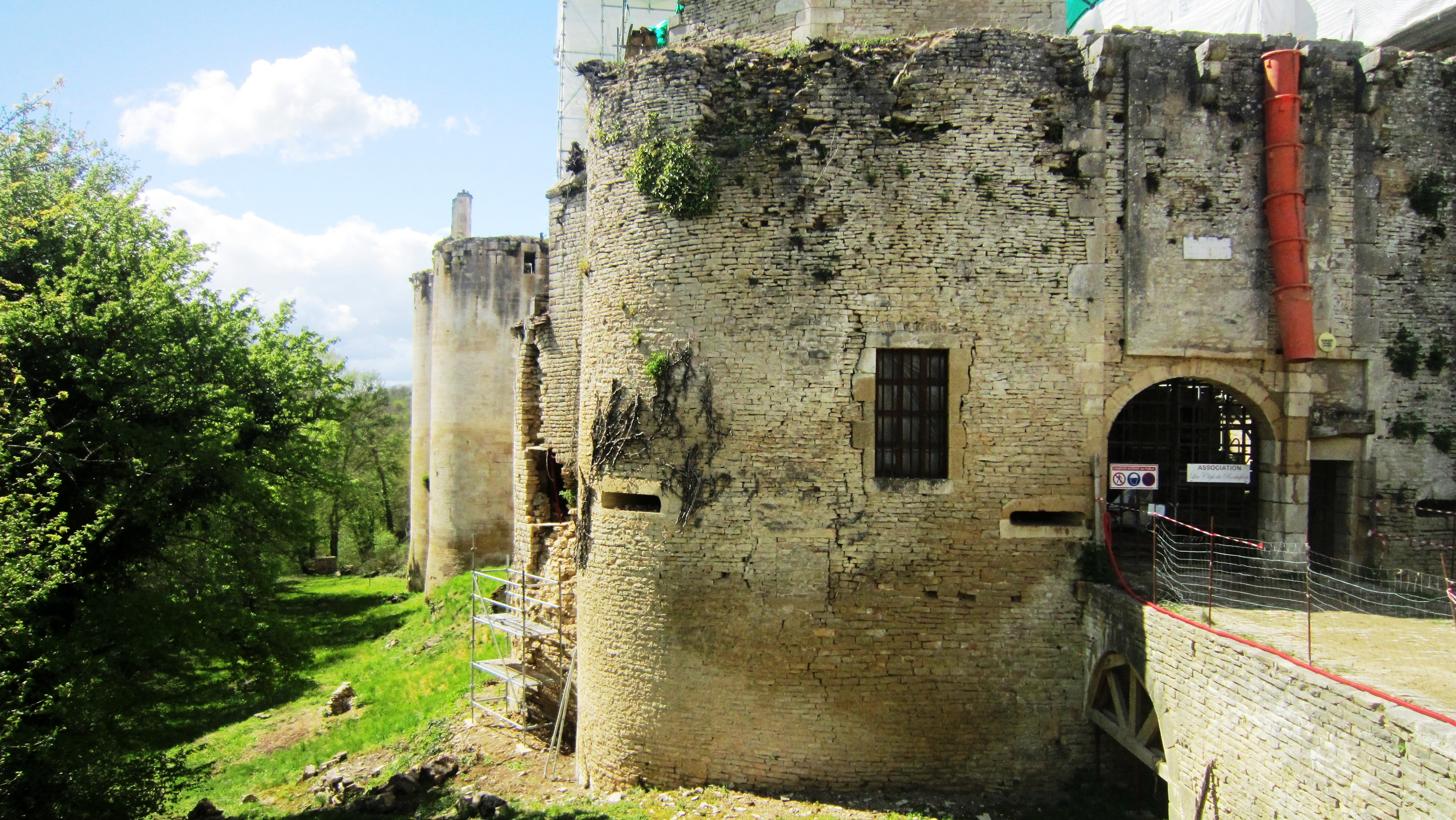
Château de Rochefort.
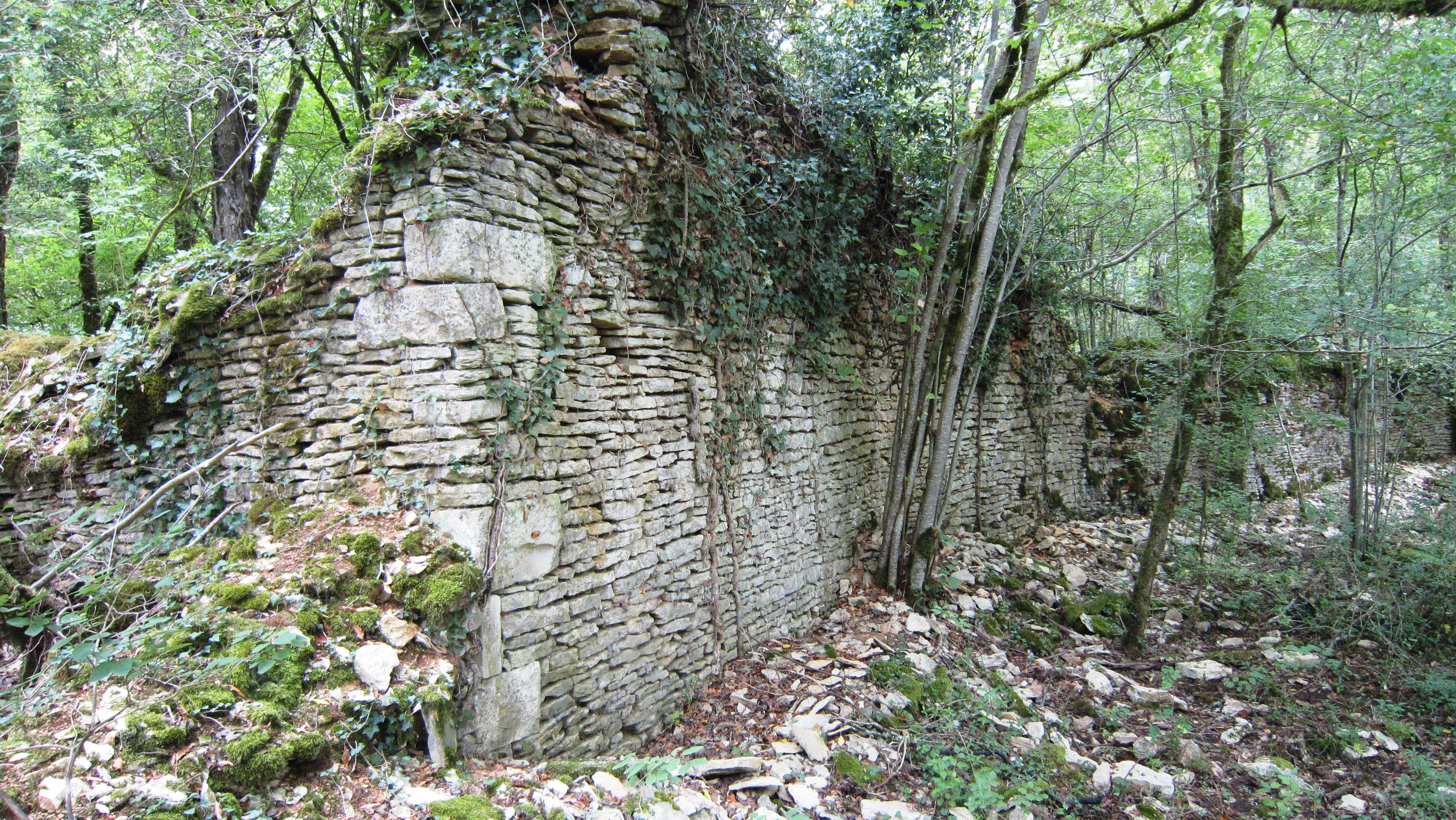
Ruines de l'abbaye.

### Personnalités liées à la commune
- Guy de Rochefort
- Pierre Clairambault (1651-1740), généalogiste.

### Héraldique
| Blason de Asnières-en-Montagne | Blason  | Coupé : au 1er parti au I de gueules aux deux clefs d'argent passées en sautoir et au II d'or à l'âne de gueules, au 2e d'azur aux six billettes d'or ordonnées 3, 2 et 1. |
| Blason de Asnières-en-Montagne | Détails | Le statut officiel du blason reste à déterminer. |